# Hipocikloida
Hipocikloida je v geometriji ravninska krivulja, ki nastane z zasledovanjem gibanja stalne točke na obodu manjše krožnice, ki se vrti znotraj večje krožnice. Po nastanku je podobna cikloidi, ki pa nastane z vrtenjem krožnice po premici. 

## Značilnosti
Naj ima manjša krožnica polmer enak {\displaystyle r\,} in večja krožnica {\displaystyle R=kr\,}. Parametrične enačbe krivulje so
{\displaystyle x(\theta )=(R-r)\cos \theta +r\cos \left({\frac {R-r}{r}}\theta \right)}
{\displaystyle y(\theta )=(R-r)\sin \theta -r\sin \left({\frac {R-r}{r}}\theta \right),}
ali
{\displaystyle x(\theta )=r(k-1)\cos \theta +r\cos \left((k-1)\theta \right)\,}
{\displaystyle y(\theta )=r(k-1)\sin \theta -r\sin \left((k-1)\theta \right)\,}.
Oblika hipocikloida je odvisna od vrednosti parametra {\displaystyle k\,}.
- če je {\displaystyle k\,} celo število, je krivulja zaprta in ima {\displaystyle k\,} konic, v katerih ni diferenciabilna. Kadar je {\displaystyle k=2\,}, je krivulja premica, krožnice pa imenujemo Cardanove krožnice.
- če je {\displaystyle k\,} racionalno število oblike {\displaystyle k=p/q\,}, potem ima krivulja {\displaystyle p\,} konic
- če je {\displaystyle k\,} iracionalno število se krivulja nikoli ne zapre. Pri tem pa izpolni prostor med veliko krožnico in krožnico s polmerom {\displaystyle R-2r\,}.

## Zgledi
- Zgledi hipocikloid
- k=3 - deltoida
- k=4 - astroida
- k=5
- k=6
- k=2,1
- k=3,8
- k=5,5
- k=7,2

## Izpeljane krivulje
- Evoluta hipocikloide je povečana slika same hipocikloide
- Hipocikloida s tremi konicami se imenuje deltoida